# Могилец (община Брод)
 Тази статия е за селото в Северна Македония.  За селото в България вижте Могилец.  
Могилец (на македонска литературна норма: Могилец) е село в Северна Македония, в община Брод (Македонски Брод).

## География
Селото се намира в областта Горно Поречие на левия бряг на река Треска (Голема).

## История
Църквата „Свети Спас“ в Могилец е издигната и обновена в 1560 година.
В XIX век Могилец е село в Поречка нахия на Кичевска каза на Османската империя. В „Етнография на вилаетите Адрианопол, Монастир и Салоника“, издадена в Константинопол в 1878 година и отразяваща статистиката на населението от 1873 година Могилец (Moguiletz) е посочено като село с 22 домакинства с 82 жители българи.
Според статистиката на Васил Кънчов („Македония. Етнография и статистика“) от 1900 година Могилец е населявано от 200 жители българи християни и 35 българи мохамедани.
На Етнографската карта на Битолския вилает на Картографския институт в София от 1901 година Могилец е чисто българско село в Кичевската каза на Битолския санджак с 30 къщи.
Цялото село в началото на XX век е екзархийско. Според митрополит Поликарп Дебърски и Велешки в 1904 година в Могилац има 32 сръбски къщи. По данни на секретаря на Българската екзархия Димитър Мишев („La Macédoine et sa Population Chrétienne“) в 1905 година в Мочлец има 240 българи екзархисти.
След Междусъюзническата война в 1913 година селото попада в Сърбия.
На етническата си карта на Северозападна Македония в 1929 година Афанасий Селишчев отбелязва Могилец като българско село.
Църквата „Свети Архангел Михаил“ е изградена в 1919 година. А в 2005 година митрополит Тимотей Дебърско-Кичевски осветява темелния камък на манастира „Възкресение Хростово“.
Според преброяването от 2002 година селото има 27 жители македонци.